# Вендиґо

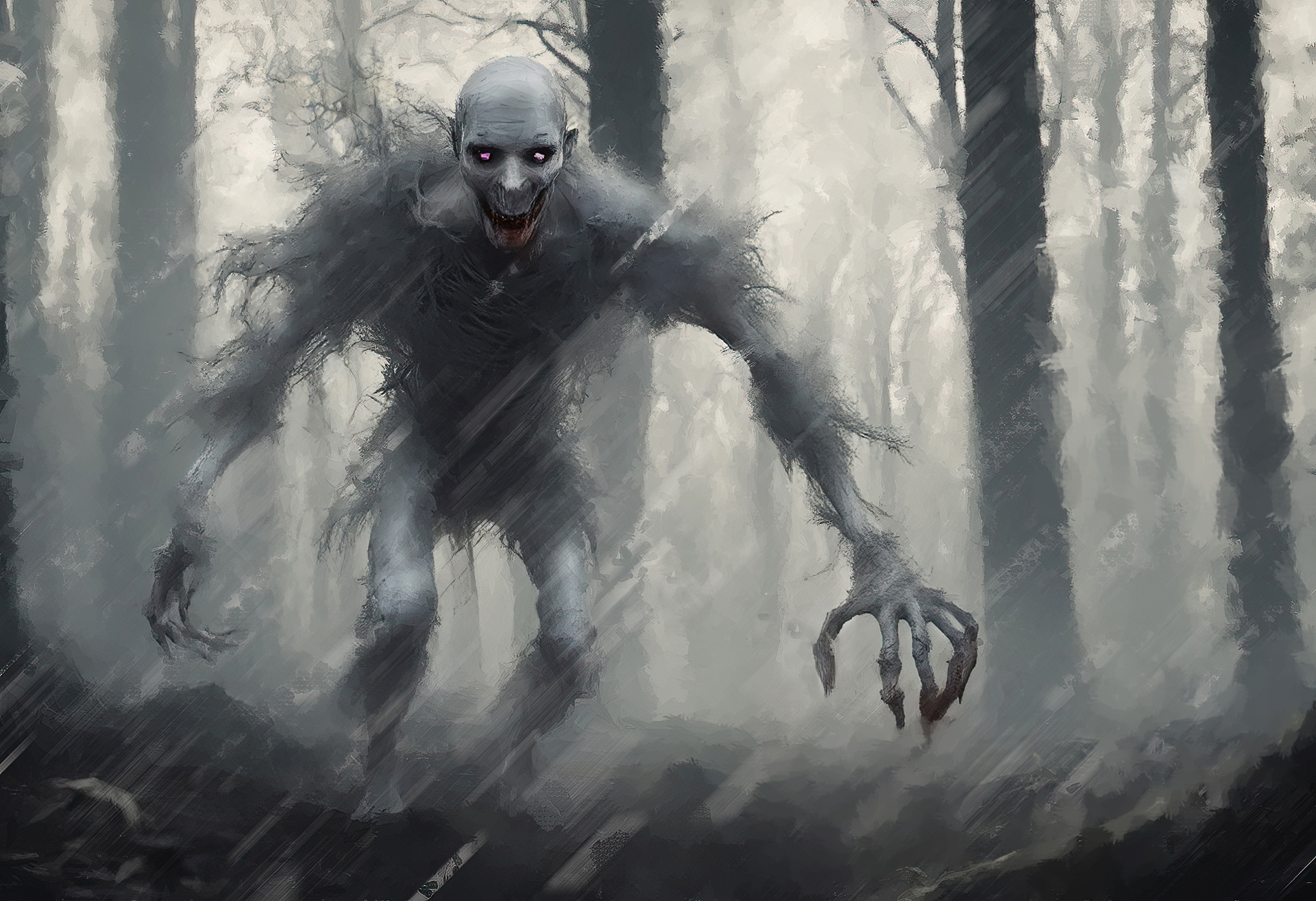
Художнє зображення вендиґо

Венди́ґо або вінді́го (англ. Wendigo або англ. Windigo) — дух-людожер у міфології алгонкінських народів, які проживають на території Канади й США. Сприймався як символ ненаситного голоду і голодної зими. З цим образом пов'язаний культуральний «синдром вендиґо» (англ. Wendigo psychosis — психоз вендиґо), який зустрічався серед алгонкінських племен і полягав у тязі до людожерства разом зі страхом його здійснити.

## Образ і заняття
Вендиґо є частиною традиційної системи вірувань ряду народів, що розмовляють алгонкінською мовою, включаючи оджибве, сольто, крі, наскапі та інну. Хоча описи можуть дещо відрізнятися, в усіх випадках вендиґо виступає злою, надприродною істотою, що їсть людей. Вендиґо міцно асоціюється з зимою, північчю, холодом і голодом.
Типовий опис вендиґо змальовує худорляву істоту з висохлою шкірою, попелясто-сірим кольором обличчя та виряченими очима. Його губи розірвані та закривавлені. Вендиґо поширює огидний сморід. Племена оджибве, північні крі, вестмейнські крі, наскапі та інну часто зазначають, що вендиґо — це велетні, в багато разів більші за людей. Щоразу, коли вендиґо з'їдає людину, він зростає пропорційно до її розміру. Відповідно, його нутро збільшується, тому чудовисько ніколи не може наїстися. Йому подекуди приписується пожирання самого себе від голоду, як і виживання після того, як відрізати йому кінцівки. Вбити істоту можна, порізавши її всю на шматки.
Вендиґо може незграбно спілкуватися зі своїми потенційними жертвами, погрожувати їм або насміхатися. За деякими переказами, чудовисько здатне користуватися знаряддями праці. Буває, що вендиґо відгодовує свою жертву, якщо вона надто худа, та перевіряє готовність, ріжучи людину ножем.
У деяких фольклорних традиціях вважається, що дуже жадібна людина може перетворитися на вендиґо. Інша версія стверджує, що вендиґо стає та людина, котра скуштує людської плоті, аби вижити в голод. Хто перебуває з вендиґо надто довго, також може стати одним із них. За повір'ям, людину можна врятувати від перетворення на вендиґо, давши скуштувати жирного м'яса чи смальцю. Після цього людина нібито може виблювати лід.

## Символізм
Вендиґо розглядається як втілення ненажерливості, жадібності та надмірності: йому завжди мало вбивств і їжі, чудовисько постійно шукає нових жертв. Назва вендиґо може вживатися як синонім людоїдства в переносному значенні: цинічного, жорстокого ставлення одних людей до інших.
У XX столітті істота стала також уособлювати політику колоніалізму в Америці, внаслідок якої корінне населення змушене голодувати, тікати з рідної землі та просити про допомогу.

## Синдром вендиґо
На честь вендиґо названо культуральний синдром (тобто, властивий лише носіям певної культури), за якого в людини, зазвичай тієї, що голодує в зимовий період, з'являються думки про людоїдство, коли існують інші очевидні альтернативи прогодуватися. При цьому людина усвідомлює злочинність людоїдства і боїться, що вчинить його проти своєї волі.
Синдром супроводжують панічні атаки, безсоння та нав'язливі страхи. Існує припущення, що симптоми спричиняє дефіцит вітамінів групи B (включаючи тіамін), білків, жирів або аскорбінової кислоти. Мешканці субарктичних регіонів особливо вразливі до нестачі жирів у їжі, оскільки через холод потребують більше енергії. Інші міркування вбачають у синдромі вендиґо крайню форму психотичної депресії.
Один з найвідоміших випадків синдрому вендиґо стався взимку 1878 року, коли Свіфт Раннер і його сім'я голодували, його старший син помер. Свіфт зарізав і з'їв свою дружину та п'ятьох дітей, хоча за 25 миль, цілком у межах досяжності, був склад продуктів Компанії Гудзонової затоки на випадок голоду. Зрештою він зізнався в убивствах та був страчений владою у Форт-Саскачеван.
Інший відомий випадок пов'язаний із Джеком Фіддлером, вождем племені оджі-крі і знахарем. Прагнучи врятувати людей від перетворення на вендиґо, він, разом із братом Джозефом, убив кількох. У результаті в 1907 році Фіддлера та Джозефа заарештувала канадська влада. Джек покінчив життя самогубством, а Джозефа засудили до довічного ув'язнення. Зрештою Джозеф отримав помилування, але не дізнався про нього, померши через три дні у в'язниці.
Інтерес до синдрому вендиґо зріс у 1980-ті роки. Етнографи, психологи та антропологи дискутували щодо історичності цього явища. Частина дослідників вважала синдром реальним, інші ж схилялися до думки, що це вигадка, заснована на поодиноких, несистематичних випадках людоїдства.
У 10-ій редакції Міжнародної статистичної класифікації хвороб і пов'язаних із ними проблем зі здоров'ям «вендиґо» класифікується як розлад, специфічний для окремих культур, і характеризується як «рідкісні історичні розповіді про одержимість канібалізмом… Симптоми включали депресію, вбивство або думки про самогубство, і маячне, нав'язливе бажання їсти людське м'ясо… Деякі суперечливі нові дослідження ставлять під сумнів легітимність синдрому, стверджуючи, що випадки насправді були продуктом ворожих звинувачень, вигаданих, щоб виправдати остракізм або страту жертви».

## У масовій культурі
Одна з перших появ вендиґо в мистецтві некорінного населення Америки відбулася в оповіданні Елджернона Блеквуда «Вендиґо» (1910). За сюжетом головний герой, студент, під час полювання виявляє зникнення свого товариша в лісі, а потім дізнається від індіанця, що той став вендиґо.
Твір Блеквуда вплинув на багато наступних зображень цієї істоти у популярній фантастиці жахів, такій, як «Той, що гуляв за вітром» (1933) та «Ітаква» (1941) Августа Дерлета. Вони своєю чергою надихнули Стівена Кінга, в чиєму «Кладовищі домашніх тварин» (1983) вендиґо з'являється як потворна усміхнена істота з жовто-сірими очима, баранячими рогами замість вух і загостреним жовтим язиком. У ранньому оповіданні Томаса Пінчона «Вмирущість і милосердя у Відні» (1959) сюжет зосереджується навколо персонажа, у якого розвивається синдром вендиґо, що штовхає до вбивства.
У коміксах Marvel існує персонаж Вендиґо, створений Стівом Енґлгартом і художником Гербом Тримпе, — чудовисько, зароджене через прокляття, яке страждає від того, що змушене вдаватися до канібалізму. Вперше персонаж з'явився в коміксі «Неймовірний Галк» № 162 (квітень 1973 року), а також у жовтневому номері 1974 року «Галк» № 181.
Істоти, засновані на образі вендиґо, фігурують в телесеріалах «Вовченя», «Надприродне», «Кровні зв'язки», «Всі жінки — відьми», «Грімм», «Ганнібал» (у снах). Також зображені в фільмі «Ненаситний» (2021). Вони з'являються в анімаційних серіалах «My Little Pony: Дружба — це диво» та різдвяному епізоді «Качиних історій» (2017).
Вендиґо — головні антагоністи у відеогрі Until Dawn (2015), а також фігурують як мутанти в Fallout 76 (2018) та у Warcraft III (2002).
Персонаж кріпі-історій Рейк або Повзун, відомий з 2005 року, ототожнюється з вендиґо.